# Probuleuma
Ein Probúleuma (altgriechisch προβούλευμα) war ein Vorbeschluss des Rates (Bule)  einer griechischen Polis, insbesondere des Rates der 500 von Athen. Alle Entschließungsanträge, die der Volksversammlung (Ekklesia) vorgelegt und dort mit einem Psephisma bestätigt werden sollten, benötigten einen solchen Vorbeschluss, um für die Volksversammlung überhaupt zugelassen zu werden. Durch zusätzliche Initiativen konnte die Volksversammlung die Vorbeschlüsse verändern. Neben den Probuleumata, die bereits einen entschlussreifen Resolutionsantrag enthielten, konnten die Vorlagen des Rates der Ekklesia auch eine Angelegenheit ohne Entschlussvorschlag zur Diskussion stellen.